# Soyaux
Soyaux – miejscowość i gmina we Francji, w regionie Nowa Akwitania, w departamencie Charente.
Według danych na rok 1990 gminę zamieszkiwały 10 353 osoby, a gęstość zaludnienia wynosiła 811 osób/km² (wśród 1467 gmin regionu Poitou-Charentes, Soyaux plasuje się na 13. miejscu pod względem liczby ludności, natomiast pod względem powierzchni na miejscu 691.).